# 우리의 사랑이 향기로 남을 때
우리의 사랑이 향기로 남을 때는 한국에서 제작된 임성용 감독의 2022년 영화이다. 윤시윤, 설인아 등이 주연으로 출연하였다.

## 출연

### 주연
- 윤시윤

- 설인아 : 아라 역

### 조연
- 노상현

- 문지인

- 이규복

- 김영웅

### 특별출연
- 김수미